# توني مورلي
توني مورلي (بالإنجليزية: Tony Morley)‏ (26 أغسطس 1954 في المملكة المتحدة - ) هو لاعب كرة قدم بريطاني في مركز جناح. شارك مع منتخب إنجلترا لكرة القدم الرديف ومنتخب إنجلترا لكرة القدم. أما مع النوادي، فقد لعب مع أدو دين هاغ وأستون فيلا وبرمنغهام سيتي وبريستون نورث إيند ونادي بيرنلي وهامرون سبارتانز ووست بروميتش ألبيون وتامبا باي راوديز ونادي سيكو ‏.

## وصلات خارجية
- توني مورلي على موقع الاتحاد الأوربي (الإنجليزية)
- توني مورلي على موقع قاعدة بيانات كرة القدم.إي يو (الإنجليزية)
- توني مورلي على موقع ناشيونال فوتبول تيمز (الإنجليزية)
- توني مورلي على موقع عالم كرة القدم.نت (الإنجليزية)